# セーケシュフェヘールヴァール - ソンバトヘイ線
セーケシュフェヘールヴァール - ソンバトヘイ線（ハンガリー語: Székesfehérvár–Szombathely-vasútvonal）は、ハンガリー国鉄の鉄道線の名称である。路線番号は20。

## 歴史
ドナウ川とムール川を結ぶ鉄道建設プロジェクトは1860年代に表面化されたものの、ハンガリー国内の他のプロジェクトと同じく数年後に実行された。1867年ラープ - グラーツ区間の鉄道路線が通信相ミコー伯爵の起案書で議題となった。ブダペスト方面の鉄道路線のプロジェクトが加えて、ハンガリー通信省は二つの路線について金融機関と協商した。1868年12月通信省は帝国議会の議決とともにハンガリー西部鉄道（Magyar Nyugaty Vasút, MNyV）と鉄道建設契約を締結した。建設許可は本線セーケシュフェヘールヴァール - 国境線区間とジェール - キシュツェル（ツェルドェモェルク）区間について与えられて、工事はすぐに開始された。1871年10月1日に列車運行はジェール - キシュツェル区間およびキシュツェル - ソンバトヘイ区間で開始された。1872年8月9日にセーケシュフェヘールヴァール - ヴェスプレーム区間、また同年10月3日にヴェスプレーム - キシュツェル区間がそれぞれ開通された。

## 運行形態[2]

### 特急「インターシティ(IC)」
- ゲチェイ号：　ブダペスト - セーケシュフェヘールヴァール - アイカ - ザラエゲルセグ
- ツィタデッラ号：　ブダペスト - セーケシュフェヘールヴァール - アイカ - リュブリャナ
2時間に1本の運行。セーケシュフェヘールヴァール以東は30号線に、アイカ以西はボバの短絡線経由で25号線に直通する。エシュキュ、ハイマーシュケール、デヴェチェルを通過し、ボバは経由しない。
過去の運行形態
2016年以前は、下記3種別に分かれていた。
  - インターシティ(IC)「ゲチェイ」号：　一日1往復の運行。ヴァールパロタとペートフュルデーを通過していた。
  - インターシティ(IC)「ヘテーシュ」号：　休日（夏季を除く）のみ、ブダペスト方面片道1本のみの運行。ハイマーシュケールとエシュキュにも停車していた。
  - 特急(O)：　2時間に1本の運行。ザラエゲルセグ発着系統（現在のバコニ号）と併結していて、ハイマーシュケール、エシュキュ、デヴェチェル、ボバにも停車、ボバでザラエゲルセグ方面の車両と切り離していた。

2016年末に、特急(O)は、原則ハイマーシュケールとエシュキュ通過となった。
2019年末に、特急のうち、ボバ以東で併結されるそれぞれの系統が独立し、それぞれインターシティ(IC)に格上げとなった。デヴェチェルとボバが停車駅から外され、以前からあるインターシティ(IC)も停車駅が統一された。

- バコニ号：　ブダペスト - セーケシュフェヘールヴァール - ソンバトヘイ
2時間に1本の運行。セーケシュフェヘールヴァール以東は30号線に直通する。エシュキュ、ハイマーシュケール、デヴェチェルに停車する。なお、ブダペスト - ソンバトヘイ間は、ジェール経由（1号線）の列車も運行されており、そちらの方が所要時間が短い。
過去の運行形態
2016年以前は、特急(O)として運行していた。また、ザラエゲルセグ発着系統（現在のゲチェイ号）を併結していた。一部、ショムローヴァーシャールヘイ、カラコーセルチェク、ツェルデメルク以西の各駅に停車する列車もあった。
2016年末に、原則としてハイマーシュケールとエシュキュ通過となった。
2019年末に、ボバ以東で併結されるそれぞれの系統が独立し、それぞれインターシティ(IC)に格上げとなった。この時、ハイマーシュケールとエシュキュは再び停車となった。
2023年度より、ショムローヴァーシャールヘイとカラコーセルチェクは全列車通過となり、ツェルデメルク以西も全て特急運転する様になった。

- ケーク・フッラーム号：　ブダペスト - ボバ - ソンバトヘイ　【夏季運行】
夏季のみ運行。ブダペスト南駅 - ボバ - ソンバトヘイ間に、一日1往復運行する。金・土曜には西行が、土・日曜には東行が1本ずつ増発される。ボバ以東は25号線に直通する。時期によってはエクスプレス(Ex)の種別となる。
2020年以前は区間特急(S)として、夏季は曜日によらず一日1往復運行していた。

### 特急「エクスプレス(Ex)」
- レトロ・イストリア号：　(ブダペスト → ) ヴェスプレーム → アイカ → コペル　【夏季運行】
夏季限定で、一日片道1本のみの運行。ヴェスプレーム以東は普通列車に併結される。アイカ以西は25号線に直通する。ヴェスプレーム以西はアイカにのみ停車し、アイカからザラセンティヴァーンまでノンストップとなる。
2022年以前は、ボバ以東で普通列車に併結されていて、20号線内は各駅に停車していた。2023年度は、アイカ以西で普通列車に併結されていた。

- レセンツェ号：　ケストヘイ - ツェルデメルク - ソンバトヘイ　【夏季運行】
夏季は毎日、秋は土曜・休日のみ、一日1往復の運行。ツェルデメルク以東は、ボバを通過し25号線に直通する。途中、ツェルデメルクとシャールヴァールにのみ停車する。
過去の運行形態
2020年以前は特急(Gy)の種別であった。
2021年度に、区間特急(S)に種別が変更され、夏季のみ一日2往復に増発された。
2022年度に、普通列車に格下げとなった。
2023年度より、再び区間特急(S)として運行する様になり、一日1往復に減便となった。レセンツェの愛称名が与えられた。
2024年4月のダイヤ改正で、種別が特急(Ex)に変更となった。

### 快速「インターレーギオー(IR)」
- ラーバ号：　ソンバトヘイ → ツェルデメルク → ブダペスト　【日曜運行】
日曜日のみ、週に片道1本のみの運行。特急と同じ停車駅で運行する。ツェルデメルク以北10号線に直通する。
2021年以前は、現在と同じ停車駅ではあるが、普通列車として運行していた。ラーバの愛称名は2024年9月よりつけられた。

### 普通
下記3系統に分かれる。
- ブダペスト - セーケシュフェヘールヴァール - ヴェスプレーム ( - ツェルデメルク)
平日一日4.5往復、休日一日1-3往復の運行。日曜の西行1本、土曜の東行1本を除き、セーケシュフェヘールヴァール以東は30号線に直通する。また、平日1.5往復、休日1往復がアイカまで直通し、うち東行1本はツェルデメルク始発となる。ヴェスプレーム - アイカ間ノンストップ。深夜のアイカ行片道1本は、夏季にコペル行の車両を連結し、ボバ以南25号線に直通している。
2022年度以前は、平日一日5往復、休日一日2.5往復の運行であった。ブダペストへの直通は平日4往復、休日1.5往復であった。ヴェスプレーム以西は一日1往復がツェルデメルクまで直通し、セントガールも含めて各駅に停車していた。

- (ヴェスプレーム - ) アイカ - ツェルデメルク
一日5.5往復の運行。上記ブダペスト発着列車と合わせて一日6往復の運行となる。西行片道1本のみがヴェスプレーム始発となり、アイカ以東はノンストップとなる。春・夏の土曜・休日限定で、アイカ止まりのうち一日2往復がヴェスプレームまで運行し、各駅に停車する。
過去の運行形態
2019年以前は、ヴェスプレーム - ツェルデメルク間に、一日4往復の運行であった。セントガールも含めて各駅停車であった。
2020年度以降、下記ツェルデメルク以西の列車と直通を開始した。
2023年度より、一日5.5往復に増発された一方、大部分がアイカ - ツェルデメルクのみの運行となった。アイカ以東は一日片道1本（春・夏は2.5往復）となり、春・夏の2往復を除きツェルデメルク - アイカはノンストップとなった。

- ツェルデメルク - ソンバトヘイ
平日1-2時間に1本、休日2時間に1本の運行。平日の一部はポルパーツとヴェープを通過する。西行一日1本に限り、10号線から直通する。
過去の運行形態
2019年以前は、5往復が、ツェルデメルク以北10号線に直通していた。
2020年度以降、ヴェスプレームへ一日4往復が直通する様になった。10号線との直通は取りやめられた。
2021年度に、10号線との直通列車が、西行一日1本に限り復活した。この列車は、特急と同じ停車駅で運行していた。
2023年度より、再びツェルデメルクで系統が分離された。また、6月より、ジェール始発の列車が各駅停車となった。

### 過去の運行種別
- 特急(O)
  - ブダペスト - セーケシュフェヘールヴァール - ヴェスプレーム
2時間に1本運行していたが、時間帯により4時間間隔が空くこともあった。セーケシュフェヘールヴァール以東は30号線に直通していた。各駅に停車していた。
2017-2019年に運行していた。2019年末、ブダペスト - ボバ間の実質的な増発に伴い、インターシティ(IC)バコニ号に吸収される形で消滅した。

## 駅一覧
以下では、ハンガリー国鉄20号線の駅と営業キロ、停車列車、接続路線などを一覧表で示す。
- 種別
  - IC：特急「インターシティ」　　※ブダペスト行「イストリア」号を含む
  - IR：快速「インターレーギオー」　　※ブダペスト行「イストリア」号を含む
  - Sz：普通　　　※コペル行「イストリア」号、および10号線直通列車を含む
- 停車駅
  - ■印：全列車停車
  - ●印：大部分停車、一部通過
  - ◑印：半数停車、半数通過
  - ○印：大部分通過、一部停車
  - ｜印：全列車通過

| 路線名 | 駅名                               | 駅間営業キロ | 累計営業キロ | IC | IR | Sz | 接続路線 | 所在地           | 所在地                         |
| ------ | ---------------------------------- | ------------ | ------------ | -- | -- | -- | --- | ---------------- | ------------------------------ |
| 20     | セーケシュフェヘールヴァール駅     | -            | 0            | ■  |    | ■  | 5号線（コマーロム方面） 29号線（タポルツァ方面）、30号線（バラトンセントジェルジ方面） 44号線（プスタサボルチ方面）、45号線（シャールボガールド方面） | フェイェール県   | セーケシュフェヘールヴァール郡 |
| 20     | ヴァールパロタ駅                   | 22           | 22           | ■  |    | ■  | | ヴェスプレーム県 | ヴァールパロタ郡               |
| 20     | ペートフュルデー駅                 | 5            | 27           | ■  |    | ■  | | ヴェスプレーム県 | ヴァールパロタ郡               |
| 20     | エシュキュ駅                       | 4            | 31           | ◑  |    | ●  | | ヴェスプレーム県 | ヴァールパロタ郡               |
| 20     | ハイマーシュケール駅               | 6            | 37           | ◑  |    | ●  | | ヴェスプレーム県 | ヴェスプレーム郡               |
| 20     | ヴェスプレーム駅                   | 8            | 45           | ■  |    | ■  | 11号線（ジェール方面） | ヴェスプレーム県 | ヴェスプレーム郡               |
| 20     | マールコー駅                       | 9            | 54           | ｜ |    | ○  | | ヴェスプレーム県 | ヴェスプレーム郡               |
| 20     | ヘレンド駅                         | 5            | 59           | ｜ |    | ○  | | ヴェスプレーム県 | ヴェスプレーム郡               |
| 20     | セントガール駅(休止中 *1)          |              | (65)         | ｜ |    | ｜ | | ヴェスプレーム県 | ヴェスプレーム郡               |
| 20     | ヴァーロシュレード駅               | 14           | 73           | ｜ |    | ○  | | ヴェスプレーム県 | アイカ郡                       |
| 20     | ヴァーロシュレード・キシュレード駅 | 2            | 75           | ｜ |    | ○  | | ヴェスプレーム県 | アイカ郡                       |
| 20     | アイカ駅                           | 6            | 81           | ■  |    | ■  | | ヴェスプレーム県 | アイカ郡                       |
| 20     | アイカ・ジャールテレプ駅           | 1            | 82           | ｜ |    | ■  | | ヴェスプレーム県 | アイカ郡                       |
| 20     | デヴェチェル駅                     | 11           | 93           | ◑  |    | ■  | | ヴェスプレーム県 | アイカ郡                       |
| 20     | ショムローヴァーシャールヘイ駅     | 5            | 98           | ｜ |    | ■  | | ヴェスプレーム県 | アイカ郡                       |
| 20     | テュシュケヴァール駅               | 4            | 102          | ｜ |    | ■  | | ヴェスプレーム県 | アイカ郡                       |
| 20     | カラコーセルチェク駅               | 3            | 105          | ｜ |    | ■  | | ヴェスプレーム県 | アイカ郡                       |
| 20     | ケルタ駅                           | 4            | 109          | ｜ |    | ■  | | ヴェスプレーム県 | アイカ郡                       |
| 20     | ボバ駅                             | 5            | 114          | ■  | ｜ | ■  | 25号線（ザラエゲルセグ方面） | ヴァシュ県       | ツェルデメルク郡               |
| 20     | ネメシュコチ駅                     | 3            | 117          | ｜ | ｜ | ■  | | ヴァシュ県       | ツェルデメルク郡               |
| 20     | ツェルデメルク駅                   | 8            | 125          | ■  | ■  | ■  | 10号線（ジェール方面） | ヴァシュ県       | ツェルデメルク郡               |
| 20     | ケメネシュミハーイファ駅           | 3            | 128          | ｜ | ｜ | ■  | | ヴァシュ県       | ツェルデメルク郡               |
| 20     | ナジシモニ駅                       | 6            | 134          | ｜ | ｜ | ■  | | ヴァシュ県       | ツェルデメルク郡               |
| 20     | オシュトフャシュソニファ駅         | 3            | 137          | ｜ | ｜ | ■  | | ヴァシュ県       | シャールヴァール郡             |
| 20     | シャールヴァール駅                 | 9            | 146          | ■  | ■  | ■  | | ヴァシュ県       | シャールヴァール郡             |
| 20     | ポルパーツ駅                       | 7            | 153          | ｜ | ｜ | ●  | 16号線（ブダペスト方面） | ヴァシュ県       | シャールヴァール郡             |
| 16     | ヴェープ駅                         | 9            | 162          | ｜ | ｜ | ●  | | ヴァシュ県       | ソンバトヘイ郡                 |
| 16     | ソンバトヘイ駅                     | 8            | 170          | ■  | ■  | ■  | 15号線（ショプロン方面）、17号線（ペーチ方面） 18号線（ケーセグ方面）、21号線（セントゴトハールド方面）                                               | ヴァシュ県       | ソンバトヘイ郡                 |

(*1): 2022年12月より休止。